# ایشتوان واگو
ایشتوان واگو (مجاری: István Vágó، زاده ۱۴ فوریه ۱۹۴۹ در بوداپست) میزبان تلویزیونی مجاری، در تلویزیون TV2 مستقر در بوداپست است. او بیشتر برای میزبانی برنامه "Legyen ön is Milliomos" که نسخه مجاری چه کسی می‌خواهد میلیونر شود؟ است مشهور است.
وگو یک بی‌خدا و شک‌گرا است، و پیشتر رئیس جامعه شکاکان مجاری بوده‌است.